# Agazi
Agazi o Agʿazi es el nombre de una región del Imperio Axumita en lo que hoy consiste en el este de Tigray y el sur de Eritrea.

## Historia
La atestación más antigua de este nombre se puede encontrar en la forma determinada nisba yg'ḏyn en tres inscripciones reales anteriores a Axum: [rb]h/mlkn/sr'n/yg'ḏyn/mkrb/d'mt/web', RBH, el rey victorioso, el de (¿la tribu? ) YG'Ḏ, mukarrib de D'MT y SB' (RIE 8:1-2); lmn/mlkn/sr'n/yg/ḏyn/mkrb/d'mt/wsb'/bn/rbb 'LMN, el rey victorioso de (¿la tribu? ) YG'Ḏ, mukarrib de D'MT y SB', hijo de RBH' (RIE 5 A:1-2, la misma fórmula en RIE 10:1-5). YG'Ḏ parece ser el nombre de la tribu principal o familia real asentada en la región de Akele Guzai.
En las inscripciones axumitas este nombre nunca aparece. En el Monumentum Adulitanum griego (RIE 277), el autor (un rey axumita del siglo II-III d. C.) afirma: Γάζη έθνος έπολέμηα ("Luché contra el pueblo Gaze"). El nombre de este pueblo se ha relacionado con el término Ge'ez. Los manuscritos Sinaiticus y Laurentianus (ambos del siglo XI) explican en el margen: "Gaze significa Axumitas. Hasta ahora se llaman Agaze". La reconstrucción [ag]āzә[yān] en RIE 264 de Zafār,Yemen (finales del siglo V-principios del siglo VI d. C.) ha sido propuesta por Müller, pero el fragmento está demasiado dañado para proporcionar ayuda sobre a quién se podría referir este nombre.
El único testimonio cierto se encuentra en la inscripción CIH 541 de la presa Sabaean de Abraha de Mārib (fechada en 543/548 d. C.), donde se hace llamar mlkn gzyn. El significado de este título sigue siendo enigmático, especialmente porque Abraha en este momento ya no es el virrey axumita, sino el rey autónomo.
Parece cuestionable una conexión entre agāzī y el pueblo Agēzāt, mencionado en dos de las inscripciones de Ezana.
Una lista de reinados etíopes de 1922 afirmaba que una dinastía "Ag'azyan" había reinado desde 1985 hasta 982 a. La dinastía supuestamente fue fundada por Sheba, hijo de la figura bíblica Joctán, y el último gobernante de esta línea fue Makeda, la reina de Saba. Sin embargo, esta lista de reinados no se considera históricamente precisa y los historiadores la han tratado como poco más que una vaga noción de tradición histórica en el cuerno de África.